# 강아지 공장

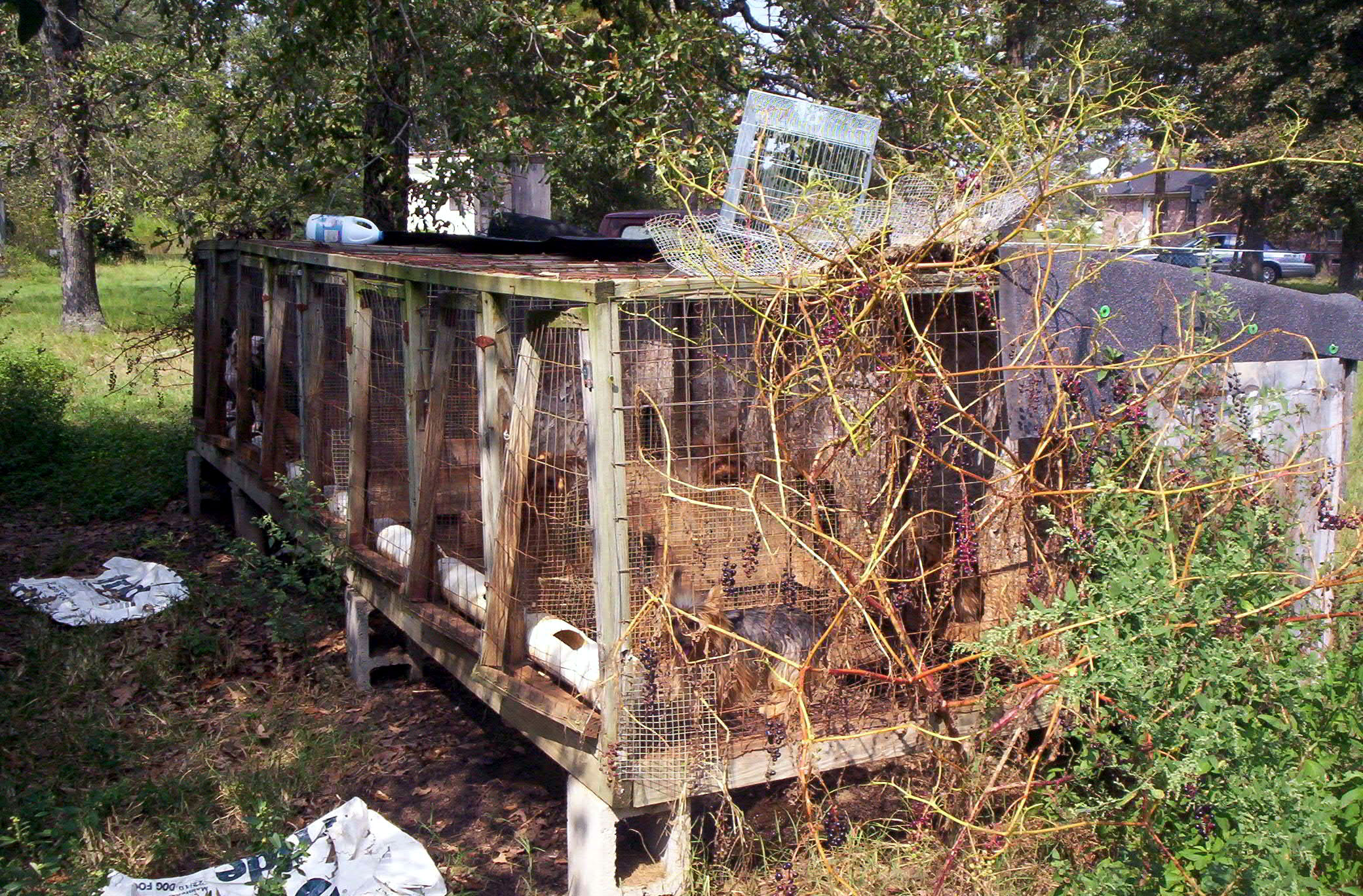
번식장은 최소 비용을 목표로 한다.

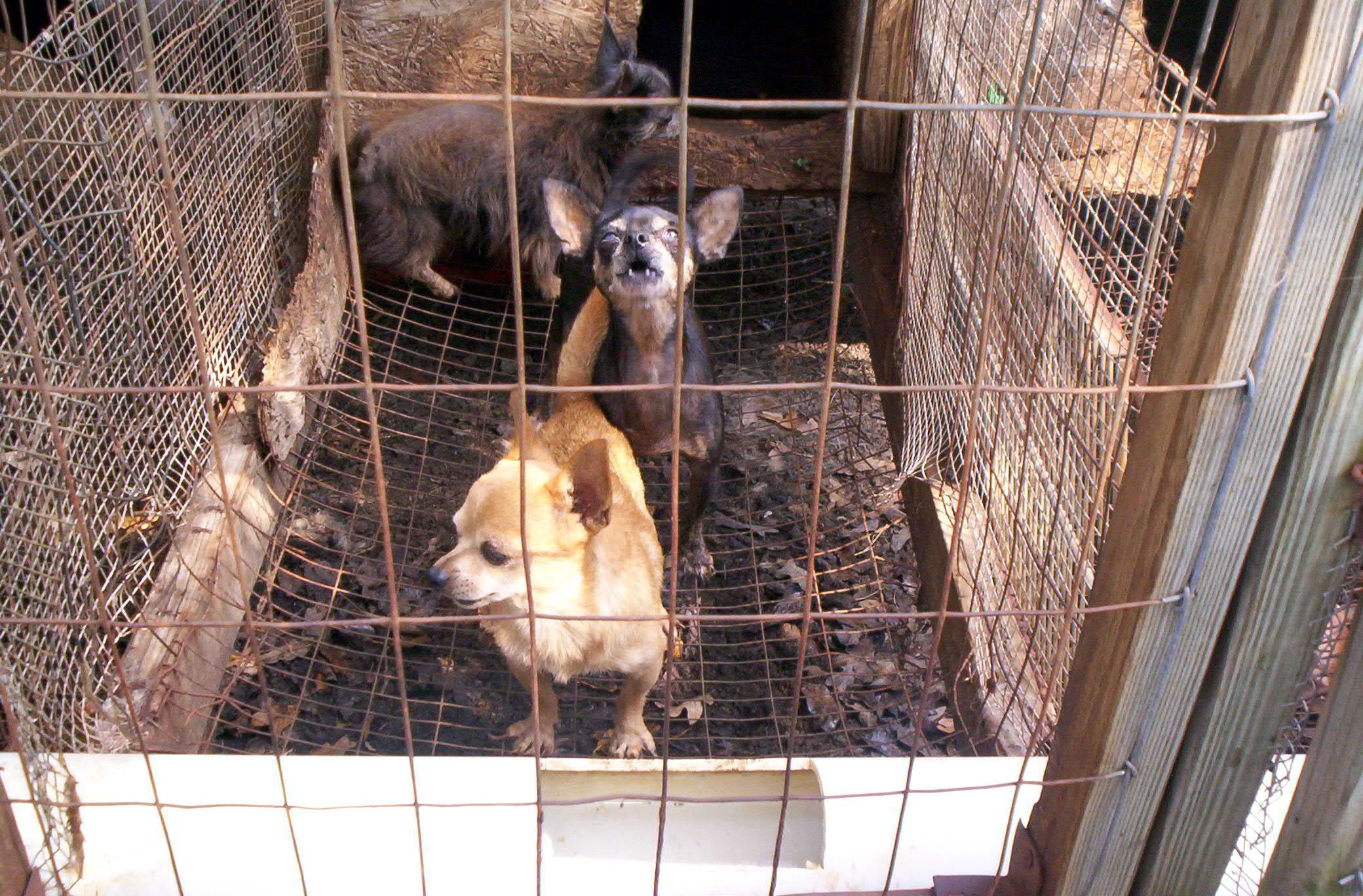
위와 같은 번식장은 강아지의 건강을 위협한다.

강아지 공장 또는 애견 농장, 퍼피밀(영어: Dog Factory, Puppy mill)은 상업적 목적으로 개를 사육하지만 위생상태나 동물 복지 기준을 상당히 위반한 생산 시설을 의미한다.
해당 나라의 동물법을 준수하는 합법 공장과 법을 어기는 불법 공장이 존재한다.
대한민국의 경우 개 식용 및 사육 금지법이 통과되면서 모든 개 식용 및 사육이 금지되고 모든 개 공장이 불법 공장이 될 예정이다.

## 합법 견사
일반적인 번식업자들은 켄넬이라고 부르며, 켄넬은 합법적이거나, 불법적인 형태가 모두 존재한다. 따라서 개의 양산 자체가 불법이라고 인식하는 것은 오해다. 한편, 외국의 경우는 검역을 통해서 법이 명시한 기준을 충족하지 못한 농장을 불법 강아지 공장이라고 부른다.
합법 견사라고 해도 동물 학대에 대부분 해당되는 곳들이다. (일부 제외)
정부에서 합법받았다고 믿고 조사를 안하니, 대부분 이렇게 된 곳들이 많다.
동물학대금지법이 더욱 확산되어야 할 것이다.
강아지 공장은 동물보호단체가 만들어낸 용어이며, 강아지 공장과 관련된 몇 가지 주장은 사실이 아닌 경우가 많다.

## 불법 강아지 공장
불법 강아지 공장의 경우, 소모되는 비용을 최소화하기 위해서 법이 요구하는 기준을 지키지 않아 그로 인한 동물의 복지권 침해의 양상이 다양한 측면에서 나타난다. 위생 관리 미흡으로 인한 사육견의 건강 악화 등이 대표적이다. 이는 단순 육체적 건강 뿐 아니라 정신 건강에도 영향을 미쳐 상동증 등을 유발하기도 한다. 또한, 보다 많은 수익을 창출하기 위해 발정유도제를 과다 사용하는 경우도 있으며, 이로 인해 사육견이 지닌 효용 가치가 다했다 판단되면 폐기하기도 한다. 일례로 암컷이 더 이상 임신을 하기에 부적합하다 판단되어 개소주 제조용으로 판매한 경우도 있다. 한편, 이와 같은 번식을 통해 얻은 새끼들은 애견샵이나 온라인 매장을 통해서 판매한다. 하지만 열악한 환경에서 자라서 파보장염 등의 병에 걸리거나 얼마 못 가 죽는 경우가 있어 분쟁이 발생하곤 한다.
이런 공장은 강아지를 과잉 공급시키는 주된 원인이 되기 때문에 보통 고급 사료, 동물병원, 용품, 훈련소, 호텔, 미용, 동물 방송 등의 애견 산업을 키우는 한편, 유기견의 발생을 증가시켜 유기견에 대한 안락사도 증가시키는 나비 효과가 발생될 수도 있다.

## 지역

### 대한민국
대한민국 민법상 동물의 지위는 물건이다. 따라서 동물보호법상 미신고 영업이 적발 되더라도 100만원 이하의 벌금이 부과된다. 2016년 대한민국에 신고된 동물 생산업체는 188곳이다. 그 외 약 800에서 1000여 곳은 불법 운영중인 것으로 추산된다. 보호단체의 주장에 따르면 불법 운영수는 3000여곳이나 될 것으로 추측하기도 한다.
MBC 실화탐사대 131회, 202회에서 강아지 공장의 실체를 밝히는 내용이 방송되었다. 이 방송은 대한민국에서 큰 반항을 일으켰고, 대책을 요구하는 목소리가 높아졌다. 동물자유연대가 시작한 온라인 '강아지 공장 철폐 서명운동'에는 5일 동안 30만 명이 참여하였고, 송혜교, 윤계상, 효린, 보아 등 유명 연예인들의 동참도 잇달았다. 그리고 2016년 6월 7일 MBC 100분 토론 726회의 주제로 다루어졌다.
이에 대해 농림축산식품부는 불법 번식장의 전수조사에 나설 계획인 한편, 불법 번식장에 대해 사후적 제재수단만 존재하여 근본적인 예방수단이 없는 법적 공백을 해소하기 위해 논의를 진행할 예정이라고 밝혔다.

### 미국
법명: Dog and Cat Meat Trade Prohibition Act(개와 고양이 식용 산업 금지법) 
미국에서도 강아지 공장에 관한 사회적 문제가 대두될 정도로 손을 꼽히고 있다. 연방 동물복지법으로는 이를 규제하고 있지 않지만 모든 주마다 별도로 번식업에 대한 자체적인 법률을 지정하여 바닥이 철망으로 된 케이지에 개를 기르거나 케이지를 쌓아 올려 사육하는 행위를 일절 금지하고 있다. 만약 위반시 최대 5천 달러의 벌금을 부과할 수 있도록 구성된다.

## 같이 보기
- 유기견
- 동물 학대
- 애니멀 호딩
- 보신탕
- 동물권
- 동물보호법